# Tachychlora flora
Tachychlora flora là một loài bướm đêm trong họ Geometridae.